# کازابلانکای بزرگ
کازابلانکای بزرگ (به عربی: الدار البیضاء الکبری، به آمازیغی: Tamnaḍt Tamqqṛant n Anfa) منطقه‌ای ساحلی و یکی از ۱۶ مناطق مراکش بود که در شمال غربی این کشور قرار داشت.
این استان که پرجمعیت‌ترین استان مراکش به‌شمار میرفت مساحتی برابر با ۱٬۶۱۵ کیلومتر مربع داشته و جمعیت آن در سال ۲۰۱۰ برابر با ۷٬۵۰۰٬۰۰۰ نفر بوده‌است.
در اقتصاد امروزی مراکش، کازابلانکای بزرگ قلب این اقتصاد بوده و شهر کازابلانکا، مرکز استان، پایتخت اقتصادی مراکش محسوب می‌شود.
کازابلانکای بزرگ در شمال با استان رباط سلا زمور زعیر، در جنوب با استان دکاله عبده، در شرق با استان شاویه وردیغه و در غرب با اقیانوس اطلس هم‌مرز بود.

## تقسیمات اداری
کازابلانکای بزرگ از دو بخش کازابلانکا و محمدیه و دو شهرستان نواصیر و مدیونه تشکیل میشده است.